# Yunfu
| Yunfu                                                                                            |                               |
| Fläche - Gesamtfläche - Anteil an der Gesamtfläche Guangdongs                                    | 7.779,1 km² 4,3 %             |
| Bevölkerung - Einwohner (2020) - Anteil an der Gesamtbevölkerung Guangdongs - Bevölkerungsdichte | 2.383.350 1,9 % 306 Einw./km² |
| BIP                                                                                              | 19,2 Mrd. RMB (2002)          |
| Vorwahl                                                                                          | 0766                          |
| Postleitzahl                                                                                     | 527300                        |
| Kfz-Kennzeichen                                                                                  | 粤W                           |

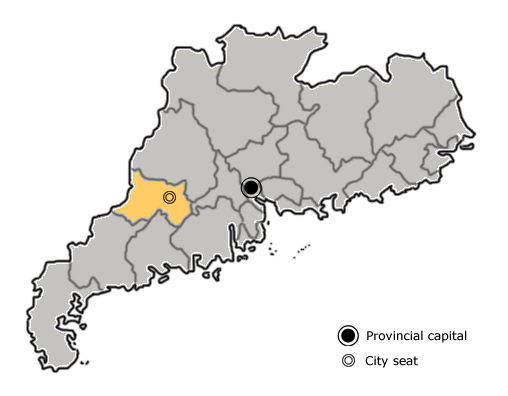
Lage Yunfus in Guangdong

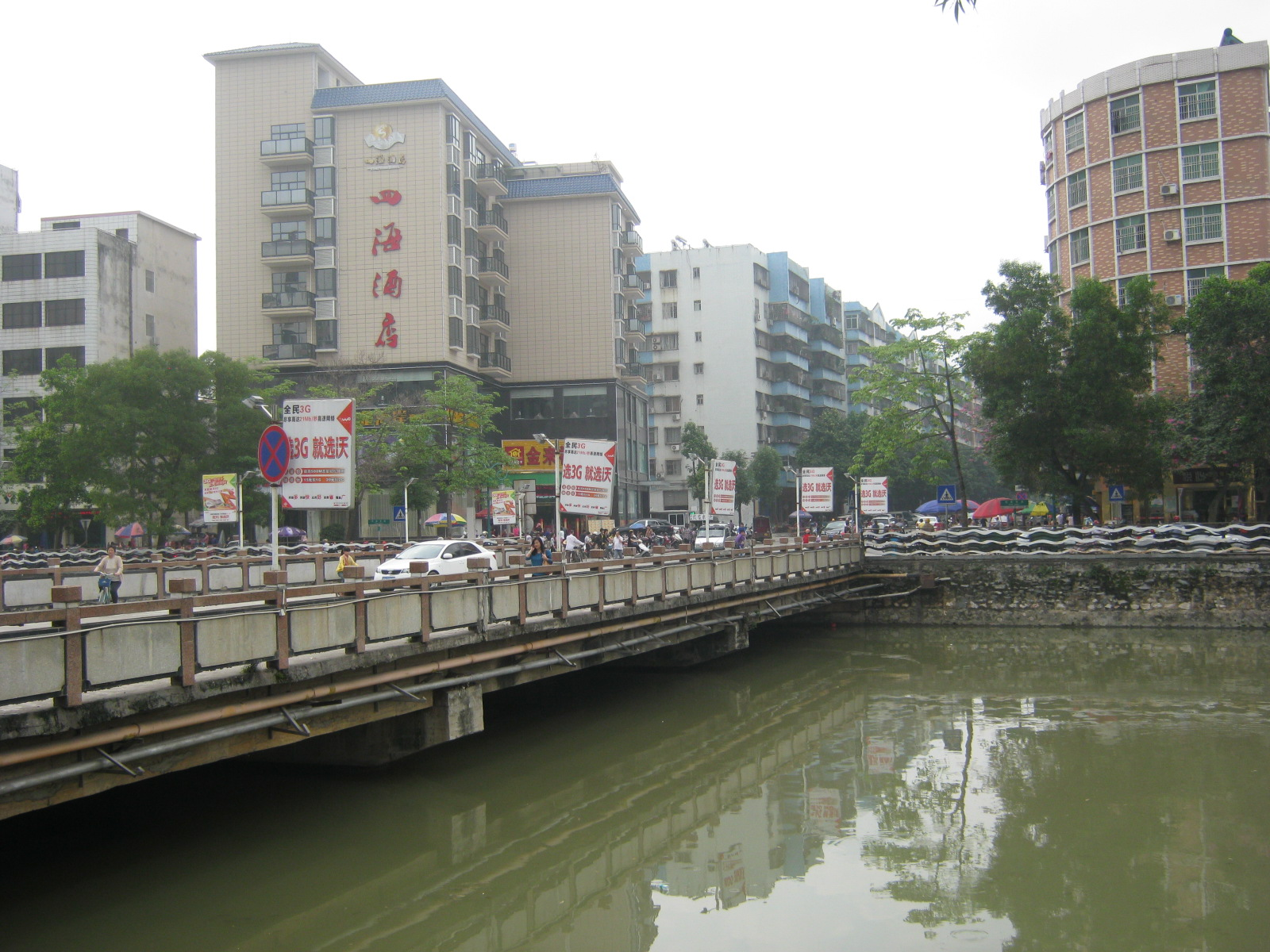
Yunfu

Yunfu (chinesisch 雲浮市 / 云浮市, Pinyin Yúnfú shì) ist eine bezirksfreie Stadt im Westen der südchinesischen Provinz Guangdong.

## Verwaltungsgliederung

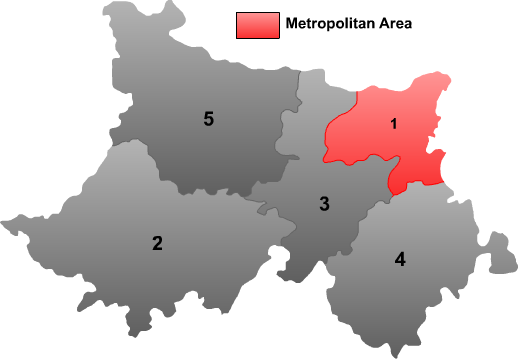
Administrative Gliederung der bezirksfreien Stadt Yunfu

Auf Kreisebene setzt sich Yunfu aus zwei Stadtbezirken, einer kreisfreien Stadt und zwei Kreisen zusammen. Diese sind (Stand: Zensus 2020):
- (1) Stadtbezirk Yuncheng (云城区), 792,7 km², 408.537 Einwohner;
- (3) Stadtbezirk Yun’an (云安区), 1.172 km², 235.390 Einwohner, Hauptort: Großgemeinde Liudu (六都镇);
- (4) Kreis Xinxing (新兴县), 1.521 km², 430.831 Einwohner, Hauptort: Großgemeinde Xincheng (新城镇);
- (5) Kreis Yunan (郁南县), 1.966 km², 371.661 Einwohner, Hauptort: Großgemeinde Ducheng (都城镇);
- (2) Stadt Luoding (罗定市), 2.328 km², 936.931 Einwohner.

## Geographie

### Lage
Yunfu liegt im Westen Guangdongs.
Es grenzt im Westen ans Autonome Gebiet Guangxi, im Norden und Nordosten an Zhaoqing, im Osten an Foshan und im Süden an Jiangmen, Yangjiang und Maoming.
Die Orte Yunan und Yun'an liegen am Xijiang (西江), der einen Teil der Grenze zu Zhaoqing bildet.

### Klima
Das Klima in Yunfu ist subtropisch und ozeanisch.
Die Durchschnittstemperaturen liegen im Januar bei 12,9 °C und im Juli bei 28,5 °C. Mit einer Niederschlagsmenge von 1600 mm/Jahr gehört Yunfu zu den trockensten Orten in Guangdong.

## Verkehr
Eine Autobahn von Guangzhou nach Wuzhou (广梧高速), die durch Yunfu führen wird, ist im Bau.
Die Orte Luoding, Yuncheng und Yun’an sind durch zwei Eisenbahnlinien mit der Eisenbahnstrecke von Guangzhou nach Zhanjiang, die durch den Südosten der bezirksfreien Stadt verläuft, verbunden.
Von Yunfu gibt es von einem Flusshafen aus eine direkte Verbindung nach Hongkong.

## Wirtschaft
Yunfu ist reich an Mineralien, weshalb die Präfektur den Beinamen „Land/Heimat der Steine“ (石乡) erhalten hat. Bei der Mineralienverarbeitung gehört es zu den vier wichtigsten Standorten des Landes.